# Белобережье Святослава
«Белобережье Святослава» (укр. «Білобережжя Святослава») — национальный природный парк, расположенный на территории Николаевского района (Николаевская область, Украина). Создан 16 декабря 2009 года. Площадь — 35 223,15 га.
Белобережьем славяне раньше называли песчаные косы в устье Днепра. Именно здесь во время возвращения с Болгарского похода (972) зимовал князь новгородский и киевский Святослав Храбрый с дружиной.
В 2022 году, в ходе вторжения России на Украину, национальный природный парк был оккупирован российскими войсками.

## История
Природный парк был создан 16 декабря 2009 года согласно указу Президента Украины Виктора Ющенко с целью сохранения, возобновления и рационального использования ценных природных и уникальных комплексов и объектов степи, которые обладают важным природоохранным, рекреационным и историко-культурным значением.

## Описание
Парк расположен на территории Кинбурнской косы, а также прилегающих акваторий Днепро-Бугского лимана и Ягорлыцкого залива.
Общая площадь национального природного парка составляет 35 223,15 га земель государственной собственности:
- 28 587,74 га — земли, которые предоставляются парку в постоянное пользование
  - 25 000 — акватории Днепро-Бугского лимана, Ягорлыцкого залива, прилегающая акватория Чёрного моря вокруг Кинбурнского полуострова
- 6 635,41 га — земли, которые включаются в состав парка без изъятия

В состав парка вошли ценные степные комплексы и природные объекты: урочище «Комендантское», «Кучугуры Сагайдачного», «Биенковы плавни», «Покровская коса», «Орхидное поле»,  «Кинбурнская стрелка», а также урочище «Солёное озеро» на территории Березанского района.

## Природа
Территория парка изобилует большим количеством озёр. У пресных озёр источником питания служат атмосферные осадки. В питании солёных озёр важное значение имеют морские воды, которые просачиваются сквозь песчаные слои. Солёные озера в жаркий период испаряются, образуя на дне сплошной слой из соли. Иногда озёра являются местом залегания целебных грязей.
На территории парка произрастает 30 видов раритетных растений, которые вследствие одновременного включения в разные природоохранные списки занимают в них 40 позиций: Мировой Красный список — 3 вида; Европейский Красный список — 9 видов, Красная книга Украины — 17 видов, Бернская конвенция — 2 вида, конвенция Cites — 4 вида и Красный список Николаевской области — 5 видов.
Растительность парка разнообразна и представлена редкими и исчезающими видами. Особенную ценность представляют приморские луга между озёрами Чирнино и Черепашино, южнее села Покровка. Удалось сохранить одно из крупнейших в Европе ареалов диких орхидей: ятрышник раскрашенный (Orchis provincialis), клопоносный (Órchis corióphora), болотный (Anacamptis palustris), дремлик (Orchis pallens/morio) и душистый (Anacamptis/Orchis fragrans Pollini), занесённые в Красную книгу Украины. Площадь орхидного поля — 60 га, и по уникальности сравнивают с Долиной нарциссов. В рощах Кинбурнского полуострова произрастают такие лесные и влаголюбивые растения: ландыш (Convallária majális), купена аптечная (Polygonatum odoratum (Mill.) Druce), виды подрода ежевика (Eubatus), чистец лесной (Stachys sylvatica), пролеска двулистная (Scilla bifolia), фиалка приятная (viola suavis), ужовник обычный  (Ophioglossum vulgare) и прочие. Эндемики древовидных и кустарниковых пород представлены, например, берёзой днепровской (Betula borysthenica). Ранее полуостров был лесным массивом с характером лесостепного ландшафта, но вследствие хозяйственной деятельности человека лесной массив исчез, превратив земли в пески с высокими горбами-кучугурами — нижнеднепровские пески. Песчаные массивы служат местом обитания, например, обыкновенного емуранчика (Stylodipus telum), занесённого в Красную книгу Украины. Коваливская сага, или Геродотова Гилея, — крупнейшая на полуострове ольховая роща, расположенная у побережья.